# St. Martins Railway
Die St. Martins Railway war eine Eisenbahngesellschaft in der kanadischen Provinz New Brunswick. Sie wurde Mitte der 1870er Jahre zunächst als St. Martins and Upham Railway gegründet und baute eine Stichstrecke, die in Hampton von der Intercolonial Railway abzweigte und bis an die Küste nach St. Martins führte. Sie war 46,2 Kilometer lang und normalspurig. Die Strecke ging 1877 von St. Martins bis Upham in Betrieb und wurde 1880 fertiggestellt. Aus wirtschaftlichen Gründen verkaufte man die Bahn in den 1880er Jahren an die Central Railway of New Brunswick, die 1887 die Betriebsführung übernahm. 1897 wurde sie jedoch wieder ausgegliedert und firmierte nun unter Hampton and St. Martins Railway. Der Name wurde 1906 erneut auf St. Martins Railway geändert. Da die Bahn nur wenig abwarf, entschieden sich die Eigentümer, sie an die Regierung zu verkaufen. Zusammen mit anderen Nebenbahnen wurde die Gesellschaft daher am 20. Mai 1918 durch die Canadian Government Railways übernommen. Deren Nachfolger, die Canadian National Railway, legte die Strecke 1940 still.